# Louis Hendrik Potgieter
Louis Hendrik Potgieter (également connu sous le nom de Patrick Bailey, né le 4 avril 1951 à Pretoria en Afrique du Sud, mort le 12 novembre 1994 à Port Elizabeth en Afrique du Sud) est un chanteur sud-africain et membre du groupe pop Dschinghis Khan.

## Biographie
Potgieter a étudié le ballet et les arts graphiques à Johannesburg. Au début des années 1970, il s'est inscrit au Ulm Theater en tant que danseur solo. En 1975, il a reçu un engagement au Gärtnerplatztheater. Trois ans plus tard, il a joué un rôle de soutien dans le 51e épisode "Ute and Manuela" de la série policière Derrick. En 1979, le producteur de musique Ralph Siegel le remarque. Pour le concours  de l'Eurovision de 1979, Siegel a formé le groupe Dschinghis Khan. Après la dissolution du groupe quelques années plus tard, Potgieter est retourné en Afrique du Sud et est devenu directeur d'hôtel. Il est décédé en 1994 des complications du SIDA.